# Olympische Winterspiele 1980/Teilnehmer (Italien)
| Gelbes Symbol für Goldmedaillen mit stilisierten Olympischen Ringen | Graues Symbol für Silbermedaillen mit stilisierten Olympischen Ringen | Braundes Symbol für Bronzemedaillen mit stilisierten Olympischen Ringen |
| ------------------------------------------------------------------- | --------------------------------------------------------------------- | ----------------------------------------------------------------------- |
| —                                                                   | 2                                                                     | —                                                                       |

Italien nahm an den Olympischen Winterspielen 1980 in Lake Placid mit einer Delegation von 46 Athleten (34 Männer, 12 Frauen) teil. Der alpine Skirennläufer Gustav Thöni wurde als Fahnenträger der italienischen Mannschaft zur Eröffnungsfeier ausgewählt.

## Teilnehmer nach Sportarten

### Biathlon
Herren:
- Angelo Carrara
20 km: 21. Platz
- Adriano Darioli
10 km: 25. Platz
20 km: 19. Platz
4 × 7,5 km: 9. Platz
- Celestino Midali
4 × 7,5 km: 9. Platz
- Arduino Tiraboschi
10 km: 31. Platz
20 km: 10. Platz
4 × 7,5 km: 9. Platz
- Luigi Weiss
10 km: 18. Platz
4 × 7,5 km: 9. Platz

### Bob
| Zweierbob: - Andrea Jory / Edmund Lanziner (ITA I) 14. Platz - Giuseppe Soravia / Georg Werth (ITA II) 16. Platz | Viererbob: - Andrea Jory / Edmund Lanziner / Giovanni Modena / Georg Werth 11. Platz |

### Eiskunstlauf
Damen:
- Franca Bianconi
19. Platz
- Susanna Driano
8. Platz

### Eisschnelllauf
| Damen: - Marzia Peretti 500 m: DNF 1000 m: 36. Platz | Herren: - Maurizio Marchetto 1500 m: 28. Platz 5000 m: 23. Platz 10.000 m: 22. Platz - Giovanni Paganin 500 m: 28. Platz 1000 m: 28. Platz |

### Rodeln
| Damen: - Monika Auer 16. Platz - Angelika Aukenthaler 11. Platz - Maria Luise Rainer DNF | Herren: - Karl Brunner DNF - Ernst Haspinger 21. Platz - Paul Hildgartner | Doppelsitzer: - Karl Brunner / Peter Gschnitzer - Hansjörg Raffl / Alfred Silginer 5. Platz |

### Ski Alpin
| Damen: - Wanda Bieler Riesenslalom: DNF - Wilma Gatta Slalom: 10. Platz - Claudia Giordani Riesenslalom: 10. Platz Slalom: 5. Platz - Cristina Gravina Abfahrt: 15. Platz - Maria Rosa Quario Riesenslalom: DNF Slalom: 4. Platz - Daniela Zini Riesenslalom: DNF Slalom: 7. Platz | Herren: - Mauro Bernardi Riesenslalom: DNF Slalom: DNF - Paolo De Chiesa Slalom: DNF - Giuliano Giardini Abfahrt: 15. Platz - Alex Giorgi Riesenslalom: DNF - Piero Gros Riesenslalom: DNF - Bruno Nöckler Riesenslalom: 6. Platz Slalom: DNF - Herbert Plank Abfahrt: 6. Platz - Gustav Thöni Slalom: 8. Platz |

### Ski Nordisch

#### Langlauf
Herren:
- Giulio Capitanio
15 km: 39. Platz
30 km: 27. Platz
4 × 10 km: 6. Platz
- Benedetto Carrara
30 km: 34. Platz
4 × 10 km: 6. Platz
- Maurilio De Zolt
15 km: 31. Platz
30 km: 20. Platz
50 km: DNF
4 × 10 km: 6. Platz
- Gianfranco Polvara
50 km: 32. Platz
- Roberto Primus
30 km: 43. Platz
50 km: 25. Platz
- Giampaolo Rupil
15 km: DNF
- Giorgio Vanzetta
15 km: 34. Platz
4 × 10 km: 6. Platz

#### Skispringen
- Lido Tomasi
Normalschanze: 38. Platz
Großschanze: 46. Platz